# Theodor Abele
Theodor Anton Abele (* 14. Juni 1879 in Marktlustenau; † 29. April 1965 in Werl) war ein deutscher Theologe und Pädagoge.

## Leben
Theodor Abele kam als Sohn eines Lehrers in Marktlustenau/Württemberg zur Welt. Nach dem Abitur in Landshut/Bayern studierte er Theologie und Philologie an den Universitäten München, Tübingen, Würzburg und Strassburg. Dort wurde er 1906 zum Doktor der Philosophie promoviert.
Als Lehrer unterrichtete er zunächst an der Oberrealschule in Metz und an der Latein- und Realschule in Markirch/Elsass. 1914 heiratete er Josefa Wegener aus Werl/Westfalen.
Von 1914 bis 1918 nahm Abele am Ersten Weltkrieg teil. Nach dem Krieg musste er das zu Frankreich zurückgekehrte Elsass verlassen. Seither unterrichtete er am städtischen Mariengymnasium Werl.
Schon vor dem Ersten Weltkrieg gehörte Abele zu den ersten Laien, die sich für liturgische Erneuerungen in der katholischen Kirche einsetzten, wie sie schließlich im 2. Vatikanischen Konzil verwirklicht wurden. Das geschah vor allem im Rahmen des Vereins akademisch gebildeter Katholiken, eines akademischen Zirkels, der sich schon zu Beginn des 20. Jahrhunderts in Metz, Straßburg und Würzburg um Abele und seinen Freund Hermann Platz, auch er später im Schuldienst tätig, gebildet und der mit der Versetzung von Platz seinen Schwerpunkt nach Düsseldorf und Bonn verlagert hatte. In den Zusammenhang dieses Kreises gehörten auch Robert Schuman (1886–1963), Heinrich Brüning, Paul Simon, Alois Dempf und Franz Xaver Münch.
Zusammen mit Joseph Außem (1888–1956) und August Heinrich Berning (1895–1979) gab er die Zeitschrift Das Wort in der Zeit heraus.
In Werl unterrichtete Abele noch bis 1949 und trat für die europäische Einigung ein.
Er war Mitglied der katholischen Studentenverbindungen KDStV Markomannia Würzburg und AV Guestfalia Tübingen.

## Werke
- Glück der Kindheit, Ein Buch der Erinnerung und Besinnung. Paderborn 1940